# Felix Thomas
Felix Thomas (* 22. Februar 1988 in Ost-Berlin, DDR) ist ein deutscher Eishockeyspieler, der seit Mai 2018 bei den Eispiraten Crimmitschau aus der DEL2 unter Vertrag steht und dort auf der Position des Verteidigers spielt. Zuvor war Thomas bereits für die Fischtown Pinguins Bremerhaven, Dresdner Eislöwen, den SC Riessersee und Löwen Frankfurt in der zweithöchsten deutschen Spielklasse aktiv.

## Karriere
Felix Thomas begann seine Karriere als Eishockeyspieler in der Jugend der Eisbären Berlin, für die er von 2003 bis 2005 zunächst in der Deutschen Nachwuchsliga (DNL) aktiv war. Anschließend spielte er drei Jahre für die Eisbären Juniors Berlin in der Oberliga, für die er zuletzt in den Playdowns der Saison 2007/08 auflief. Zudem stand der Verteidiger von 2006 bis 2008 in neun Spielen für die Profimannschaft der Eisbären Berlin in der Deutschen Eishockey Liga (DEL) auf dem Eis.
Zur Saison 2008/09 wechselte er in die 2. Eishockey-Bundesliga zu den Fischtown Pinguins Bremerhaven, wo er außer einen Einsatz im Pokalwettbewerb aber erst in der Spielzeit 2009/10 sein Ligadebüt feierte. Während des Spieljahres 2011/12 erlitt Thomas einen Kreuzbandriss, so dass er nach dem Saisonende keinen neuen Vertrag erhielt und die komplette Saison 2012/13 aufgrund der Verletzung verpasste. Ab dem Sommer 2013 absolvierte er ein mehrmonatiges Wiedereingliederungstraining sowie ein anschließendes Probeengagement bei den Dresdner Eislöwen aus der DEL2, ehe er Anfang September 2013 einen Vertrag über ein Jahr Laufzeit unterschrieb. Während der Saison 2014/15 lief der Abwehrspieler für den DEL2-Konkurrenten SC Riessersee auf, ehe er zur Spielzeit 2015/16 zu den Löwen Frankfurt wechselte.
Ab Ende Januar 2016 lief Felix Thomas wieder für den SCR auf. Er blieb dort bis zum Sommer 2018 aktiv, bevor es erneut innerhalb der DEL2 zu einem Vereinswechsel kam, als er zu den Eispiraten Crimmitschau ging. In der Spielzeit 2020/21 fungierte er dort als Mannschaftskapitän.

### International
Mit der deutschen U17-Auswahl nahm Thomas an der World U-17 Hockey Challenge 2005 teil, die das Team auf dem zehnten Rang abschloss. Er selbst blieb in fünf Turnierspielen punktlos.

## Karrierestatistik
Stand: Ende der Saison 2024/25

### International
Vertrat Deutschland bei:
- World U-17 Hockey Challenge 2005

(Legende zur Spielerstatistik: Sp oder GP = absolvierte Spiele; T oder G = erzielte Tore; V oder A = erzielte Assists; Pkt oder Pts = erzielte Scorerpunkte; SM oder PIM = erhaltene Strafminuten; +/− = Plus/Minus-Bilanz; PP = erzielte Überzahltore; SH = erzielte Unterzahltore; GW = erzielte Siegtore; 1 Play-downs/Relegation; Kursiv: Statistik nicht vollständig)